# Обершютцен
Обершютцен (нем. Oberschützen) — политическая община (нем. Gemeinde) в Австрии, в федеральной земле Бургенланд. 
Входит в состав политического округа Оберварт.  Население составляет 2393 человек (на 31 октября 2011 года). Занимает площадь 44,3575 км². Официальный код — 1 09 16.

## Демография
Динамика численности населения общины на сайтах:
- Statistik Austria  (нем.)[1];
- Географический справочник Бургенланда (Ortslexikon Burgenland)  (нем.)[2].

## Политическая ситуация
Бургомистр коммуны — Гюнтер Тот (АНП) по результатам выборов 2007 года.
Совет представителей коммуны (нем. Gemeinderat) состоит из 23 мест.
- АНП занимает 12 мест.
- СДПА занимает 7 мест.
- АПС занимает 4 места.

## Внешние ссылки
- Официальная страница